# Guijo de Ávila
Guijo de Ávila is een gemeente in de Spaanse provincie Salamanca in de regio Castilië en León met een oppervlakte van 13,46 km². Guijo de Ávila telt 77 inwoners (1 januari 2016).

## Demografische ontwikkeling
Bron: INE, 1857-2011: volkstellingen